# Панченко, Януш Александрович
Я́нуш Алекса́ндрович Па́нченко (укр. Януш Олександрович Панченко; 26 июня 1991, Херсон) — украинский исследователь цыганского происхождения, специалист по культуре, истории и языку цыган, научный сотрудник Института этнологии Академии наук Чехии, эксперт в составе Экспертных советов Украинского культурного фонда, член Консультативного органа фонда EVZ, общественный деятель, основатель цыганского молодёжного центра Романо Тхан, автор детских пособий для двуязычного обучения.

## Биография
Януш Панченко родился 26 июня 1991 года в Херсоне в консервативной цыганской семье сэрвов, оседлой в первом поколении. Семья Панченко вела кочевой образ жизни и перемещалась по всей территории Южной Украины, но после выхода указа Президиума Верховного Совета СССР 1956 года «О привлечении к труду цыган, занимающихся бродяжничеством», запрещавшего кочевой образ жизни цыганам, дед Януша осел в поселке Малая Александровка, а затем переехал в Каховку.
В 2016 году Януш Панченко окончил Национальный авиационный университет, после чего получил степень магистра в Херсонском государственном университете. В 2018 году стал аспирантом Запорожского национального университета по специальности 032 — История и археология (научный руководитель — д.и.н., проф. В. Н. Андреев). Он также является выпускником стипендиальной программы Ромского образовательного фонда.
В 2017 году Панченко основал и возглавил молодёжную цыганскую организацию "Общество цыган Южного края «Романо Тхан», деятельность которой направлена на повышение доступности и улучшение качества образования среди цыганских подростков Херсонской области. В 2021 году вместе с единомышленниками начал создание цыганского молодёжного центра с одноимённым названием Романо Тхан. Идею создания поддержал Международный фонд «Возрождение», которая в итоге вошла в список 60 лучших инициатив Фонда в 2021 году. Романо Тхан стал первым в Украине и на постсоветском пространстве цыганским молодёжным центром. Однако в результате российского вторжения в Украину и оккупации Херсонской области цыганский молодёжный центр был взломан и занят оккупационной армией. В 2025 году стал соучредителем двух новых структур: Украинского центра ромских студий при Херсонском государственном университете и немецкой общественной организации «Украино-ромский адвокационный альянс» (АУРА).
Януш Панченко является одним из основателей литературы на диалекте влахов. Пишет стихи, делает переводы украинской, российской и мировой поэзии на влахыцкий диалект, для которого разработал кодификацию на основе кириллицы. Награждался первым и вторым местами на Международном конкурсе цыганской поэзии и литературных переводов им. Брониславы Вайс в 2019 и 2020 годах. В 2023 году в Монреале получил награду им. Рональда Ли за вклад в развитие и сохранение цыганского языка. Также участвовал в проекте Дарьи Трегубовой «Дашачитает», в рамках которого представил авторское стихотворение «1944» на романи. Работал социальным педагогом в Каховской школе № 6, диктором на Шведском радио и монитором в ОБСЕ.

## Основные труды
Книги
- Панченко Я. Словарь влахыцкого диалекта цыганского языка (ред. М. В. Ослон). (в работе).

Переводы
- Kenneth N. Taylor. My first Bible in Pictures (Перевод на влахыцкий: Панченко Я.) — Sweden: IBS (International Bible Society) Europe, 2005. — с. 264.

Статьи
- Valentin Zharonkin, Janush Panchenko, Igor Danylenko, Mykola Homanyuk, 2024. Decline in xenophobia towards Roma in Ukraine: An analysis of recent public opinion trends. Ekonomichna ta Sotsialna Geografiya / Економічна та соціальна географія, nr. 92, p. 104—113.
- Yanush Panchenko, Mykola Homanyuk, 2023. Servur’a and Krym’a (Crimean Roma) as indigenous peoples of Ukraine // Etnografia Polska, 67(1-2). p. 155—173.
- Mykola Homanyuk, Janush Panchenko, 2023. From a Pilfered Nail to a Stolen Tank: The Role of a Media Event in the Consolidation of the Ukrainian Political Nation // Dossier. #1. War, migration and memory, Berlin, Forum Transregionale Studien, 1/2021.
- Махотина И., Панченко Я., 2020. Календарная обрядность цыган-влахов и сэрвов во второй половине XX — начале XXI века // Revista de etnologie și culturologie, Volumul XXVII. p. 54—64.
- Махотина И., Панченко Я., 2019. Традиционный костюм цыган-сэрвов и влахов // Scriptorium nostrum. — No 1 (12). p. 254—267.
- Махотина И., Панченко Я., 2019. Традиционное жилище и элементы неоседлого быта цыган-влахов и сэрвов // Revista de etnologie și culturologie, Volumul XXVI. p. 22—30.

Учебные пособия
- Панченко Я., Махотина И., Дорохманов Н., Адиной тай пистрой рроманэс. — Днепр: Середняк Т. К. — 36 c. (русскоязычная версия), (украиноязычная версия).
- Дорохманов Н., Панченко Я., Махотина И., Чити ай скрии рроманес. — Днепр: Середняк Т. К. — 34 c.

Разделы книг
- Valentin Zharonkin, Janush Panchenko, Mykola Homanyuk, 2024. Ukrainian Roma: Facing the challenges of the Russian-Ukrainian war and displacement. In E. Muratova & N. Zasanska (Eds.), Minorities at War: Cultural Identity and Resilience in Ukraine. (Chapter 13, pp. 262—287). London: Routledge.
- А. В. Черных, К. А. Кожанов, Г. Н. Цветков, И. Ю. Махотина, Я. А. Панченко, 2018. Традиционное жилище, одежда, календарные праздники и обряды. В Н. Г. Деметер, А. В. Черных (Ред.), Цыгане. (Главы 6 и 9: стр. 218—233, 251—273, 336—360). Институт этнологии и антропологии им. Н. Н. Миклухо-Маклая РАН. Москва: Наука. 614 с. (Серия «Народы и культуры»).